# Mike Kennedy (politico)
Michael Stephen Kennedy, detto Mike (Lansing, 2 febbraio 1969), è un politico statunitense, membro della Camera dei Rappresentanti per lo stato dello Utah dal 2025.

## Biografia
Originario del Michigan, Kennedy conseguì la laurea presso la Brigham Young University. Mentre era ancora studente, si prese due anni di pausa per prestare servizio come missionario per la Chiesa di Gesù Cristo dei santi degli ultimi giorni.
Si laureò in medicina presso l'Università statale del Michigan e in giurisprudenza presso la J. Reuben Clark Law School della Brigham Young University, seguendo le lezioni di notte e gestendo il suo studio medico durante il giorno. Si trasferì ad Alpine, dove lavorò come medico di famiglia.
Entrato in politica con il Partito Repubblicano, nel 2012 venne selezionato come candidato per la Camera dei rappresentanti dello Utah. Vinse le elezioni con il 92,1% dei voti.
Fu riconfermato per altri due mandati e fu membro della sottocommissione per gli stanziamenti per l'istruzione pubblica, della commissione per la salute e i servizi umani e della commissione per le suddivisioni politiche.
Nel 2018 lasciò l'assemblea per candidarsi al Senato degli Stati Uniti d'America. Condusse una campagna elettorale di successo nelle primarie repubblicane, dove fu avversario del popolare e noto politico Mitt Romney. Kennedy riuscì a superare Romney nei voti espressi durante la convention repubblicana, raccogliendo il 50,88% contro il 49,12%.
Nonostante ciò, al termine delle primarie, Romney si affermò con il 71% dei voti contro Kennedy e ottenne la nomination ufficiale del partito.
Nel 2020, si candidò con successo per un seggio all'interno del Senato dello Utah, dove rimase per i successivi quattro anni.
Nel 2024, quando il deputato John Curtis annunciò la propria candidatura al Senato, Kennedy ufficializzò la propria intenzione di concorrere per il seggio rimasto vacante alla Camera dei Rappresentanti. In campagna elettorale espresse posizioni conservatrici sia sui temi fiscali che su quelli sociali.
Vinse le elezioni con il 66,4% dei voti e approdò così al Congresso.
Insieme alla moglie Katrina Eberting, sposata nel 1992, ha avuto otto figli.